# Geena Davis
Geena Davis (født 21. januar 1956) er en kvindelig skuespiller fra USA.
Hun filmdebuterede i Tootsie i 1982 og har siden da indspillet en række film, som f.eks. Beetlejuice (1988), Turist ved et tilfælde (1988), Thelma og Louise (1991), The Long Kiss Goodnight (1996) og Cuthroat Island.
For sin medvirken i Turist ved et tilfælde modtog Geena Davis en Oscar for bedste kvindelige birolle.
Hun har også medvirket i flere tv-serier, såsom Commander in Chief, hvor hun spiller hovedrollen som USAs præsident.
Hun har været gift fire gange og har tre børn.
Geena Davis er feminist og har grundlagt instituttet "Geena Davis Institute on Gender in Media", som forsker og arbejder med køn i film og medier. Instituttet udarbejder også undervisningsmaterialer.
Desuden har hun en IQ på 140 og er medlem af Mensa.

## Filmografi
- Ava (2020)
- Accidents happen (2009)
- Stuart Little (1999)
- The long kiss goodnight (1996)
- Djævleøen (1995)
- Angie (1994)
- I en klasse for sig selv (1992)
- Den forkerte helt (1992)
- Thelma og Louise (1991)
- Hurtige penge (1990)
- Jordiske piger er nemme (1988)
- Beetlejuice (1988)
- Turist ved et tilfælde
- Earth girls are easy (1987)
- Fluen (1986)
- Fletch - hva' var navnet? (1984)